# John B. Castleman Monument
Le John B. Castleman Monument est une statue équestre en bronze du militaire sécessionniste John Breckinridge Castleman créée par Roland Hinton Perry en 1913. Montée sur un socle à Louisville, dans le Kentucky, elle est inscrite au Registre national des lieux historiques depuis le 17 juillet 1997. Le 2 juin 2020, elle est cependant retirée de l'espace public dans le cadre des manifestations et émeutes consécutives à la mort de George Floyd.